# Jurij Synycia
Jurij Mykołajowycz Synycia, ukr. Юрій Миколайович Синиця (ur. 22 sierpnia 1993 w Charkowie) – ukraiński siatkarz, reprezentant kraju, grający na pozycji rozgrywającego.

## Sukcesy klubowe
Puchar Ukrainy:
- 2013, 2018

Liga ukraińska:
- 2014, 2015, 2018

Superpuchar Ukrainy:
- 2017

Liga chińska:
- 2024[2]

Superpuchar Portugalii:
- 2024[3]

Liga portugalska:
- 2025[4]

## Sukcesy reprezentacyjne
Liga Europejska:
- 2023